# الطبقة (المالكية)
الطبقة قرية سورية تتبع ناحية المعبدة في منطقة المالكية التابعة لمحافظة الحسكة شمال شرق سورية. تقع في أرض تلالية على الطرف الجنوبي لجبل كراتشوك ،ويمر بها وادي السوس ، تبعد 15 كم إلى الجنوب من مدينة المالكية. تبعد 21 كم تقريبا إلى الجنوب الغربي عن نقطة الحدود الثلاثية بين العراق وسورية وتركيا.قرية زراعية تنتج محاصيل القمح والعدس والحمص بالإضافة لتربية الأغنام.